# Glénan (thonier)
Le Glénan est un thonier senneur construit en 2005 par les chantiers navals Piriou à Concarneau.

## Histoire
Le Glénan avec le Trévignon et le Drennec fait partie d'une série de trois thoniers senneurs commandés au chantier Piriou par la Cobrecaf. La coque du Glénan a été construite aux chantiers Northem Shipyard Gdansk en Pologne. Elle a été ensuite conduite à Concarneau. Le Glénan, 1er de la série, a été armé et terminé en septembre 2005 aux chantiers Piriou du Moros. Il possède une capacité de stockage de 1 500 m3 pour la conservation et la congélation du thon. Il peut atteindre une vitesse de 17,5 nœuds. Ce navire est destiné à la pêche dans l'océan Indien et opère depuis les Seychelles et Mayotte. 
Sur la totalité de l'année 2011, le Glénan a pêché 4 190 tonnes de thon sur sa zone de pêche dans l'océan Indien.
En octobre 2009 le Glénan et son sister-ship le Drennec ont subi une attaque des pirates somaliens, finalement repoussée par les fusiliers marins installés à bord de ces deux navires,.